# Dirk Orlishausen
Dirk Orlishausen (* 15. August 1982 in Sömmerda) ist ein ehemaliger deutscher Fußballtorhüter. Seit 2018 steht er bei Hansa Rostock als Torwarttrainer unter Vertrag.

## Karriere

### Als Spieler
Orlishausen spielte zu Beginn seiner Karriere in der Landesklasse beim FSV Sömmerda, bis er zur Saison 2005/06 vom damaligen Regionalligisten FC Rot-Weiß Erfurt verpflichtet wurde. Nach elf Spieltagen löste er Michael Ratajczak als Stammtorhüter ab und absolvierte 26 Spiele in dieser Spielzeit. 2006/07 konnte sich keiner der beiden als Stammtorhüter durchsetzen und sie kamen auf etwa gleich viele Einsätze: Orlishausen bestritt 17 und Ratajczak 19 Spiele. Als zur Saison 2007/08 Michael Ratajczak von Fortuna Düsseldorf verpflichtet wurde, holte Erfurt André Maczkowiak als neuen Torwart. Aufgrund einiger Verletzungen Maczkowiaks kam Orlishausen trotzdem auf 15 Einsätze. Da André Maczkowiak nach nur einem Jahr zu seinem alten Verein Rot-Weiss Essen zurückkehrte, war Dirk Orlishausen seit der Premierensaison der 3. Liga Stammtorwart der Erfurter.
Orlishausen kam auf 168 Ligaspiele und vier Einsätze im DFB-Pokal für Rot-Weiß Erfurt, davon einer in der zweiten Mannschaft.
Zur Saison 2011/12 wechselte Orlishausen zum Zweitligisten Karlsruher SC. Nach dem 16. Tabellenplatz und der verlorenen Relegation gegen den SSV Jahn Regensburg stieg er mit dem KSC in die 3. Liga ab. In der Saison 2012/13 gelang ihm mit dem KSC der direkte Wiederaufstieg. Im April 2014 musste sich Orlishausen einer Tumor-OP unterziehen. In der nächsten Saison spielte der KSC in den oberen Regionen der zweiten Liga mit. Im Jahr darauf erreichte Karlsruhe mit Orlishausen als Stammtorwart und Kapitän die Aufstiegsrelegation gegen den Hamburger SV. Trotz guter Leistungen musste sich Orlishausen mit seinem Team nach zwei Spielen geschlagen geben. Am Ende der Saison 2016/17 stieg der KSC mit Orlishausen als Kapitän abermals in die 3. Liga ab. Zur daran anschließenden Saison 2017/18 wurde er von Kai Bülow als Kapitän abgelöst. Seinen Stammplatz verlor er an Benjamin Uphoff.

### Als Trainer
Im Mai 2018 wechselte Orlishausen an die Ostsee zu Hansa Rostock. Er übernahm dort nicht nur den Posten des Torwarttrainers und unterstützte Cheftrainer Pavel Dotchev, sondern übernahm zudem auch die Funktion des 3. Torwarts im Team. Bevor er im Sommer 2019 aus dem Kader ausschied – unter Dotchev-Nachfolger Jens Härtel wurde Hansa Rostock Sechster – absolvierte er sein letztes Spiel für die zweite Mannschaft des Vereins. Die Abschlussplatzierung der Vorsaison konnte auch nach Beendigung der Spielzeit 2019/20 bestätigt werden. Ein Jahr später dann gelang am 22. Mai 2021 der Aufstieg in die 2. Fußball-Bundesliga. Bereits zwei Monate zuvor verlängerte Orlishausen seinen Vertrag in Rostock.